# LMBR1L
La proteína LMBR1L es una proteína que en humanos está codificada por el gen LMBR1L.